# Clubiona canadensis
Clubiona canadensis este o specie de păianjeni din genul Clubiona, familia Clubionidae, descrisă de Emerton, 1890. Conform Catalogue of Life specia Clubiona canadensis nu are subspecii cunoscute.